# Hippolytidae
Famille
Les Hippolytidae sont une famille de crustacés décapodes de la super-famille des Alpheoidea (crevettes).

## Reproduction
De nombreuses études ont montré que la Protandrie (transformation de mâles en femelles) est un phénomène commun au sein de cette famille (mais chez certaines espèces uniquement chez les larves et postlarves) ,,,,, ainsi que dans l'infra-ordre où est rangée cette famille, par exemple chez les Pandalidae selon Jägersten (1936) ; Mistakidis (1957); Allen (1959) ; Butler (1964) ; Berreur-Bonnenfant et Charniaux-Cotton en 1965 ; Hoffman (1972); Charnov (1981), ou chez les Crangonidae selon Spitschakoff en 1912 ; Fréchette et al. (1970) ou encore Boddeke et al. en 1991.

## Liste des genres
Selon World Register of Marine Species (8 janvier 2021) :
- genre Alope White, 1847b
- genre Caridion Goës, 1864
- genre Chorismus Spence Bate, 1888
- genre Cryptocheles G.O. Sars, 1870
- genre Eumanningia Crosnier, 2000
- genre Gelastocaris Kemp, 1914
- genre Gelastreutes Bruce, 1990
- genre Hippolyte Leach, 1814 (in Leach, 1813-1814)
- genre Latreutes Stimpson, 1860
- genre Leontocaris Stebbing, 1905
- genre Merhippolyte Spence Bate, 1888
- genre Nauticaris Spence Bate, 1888
- genre Paralatreutes Kemp, 1925
- genre Phycocaris Kemp, 1916
- genre Saron Thallwitz, 1891
- genre Thorella Bruce, 1982
- genre Tozeuma Stimpson, 1860
- genre Trachycaris Calman, 1906

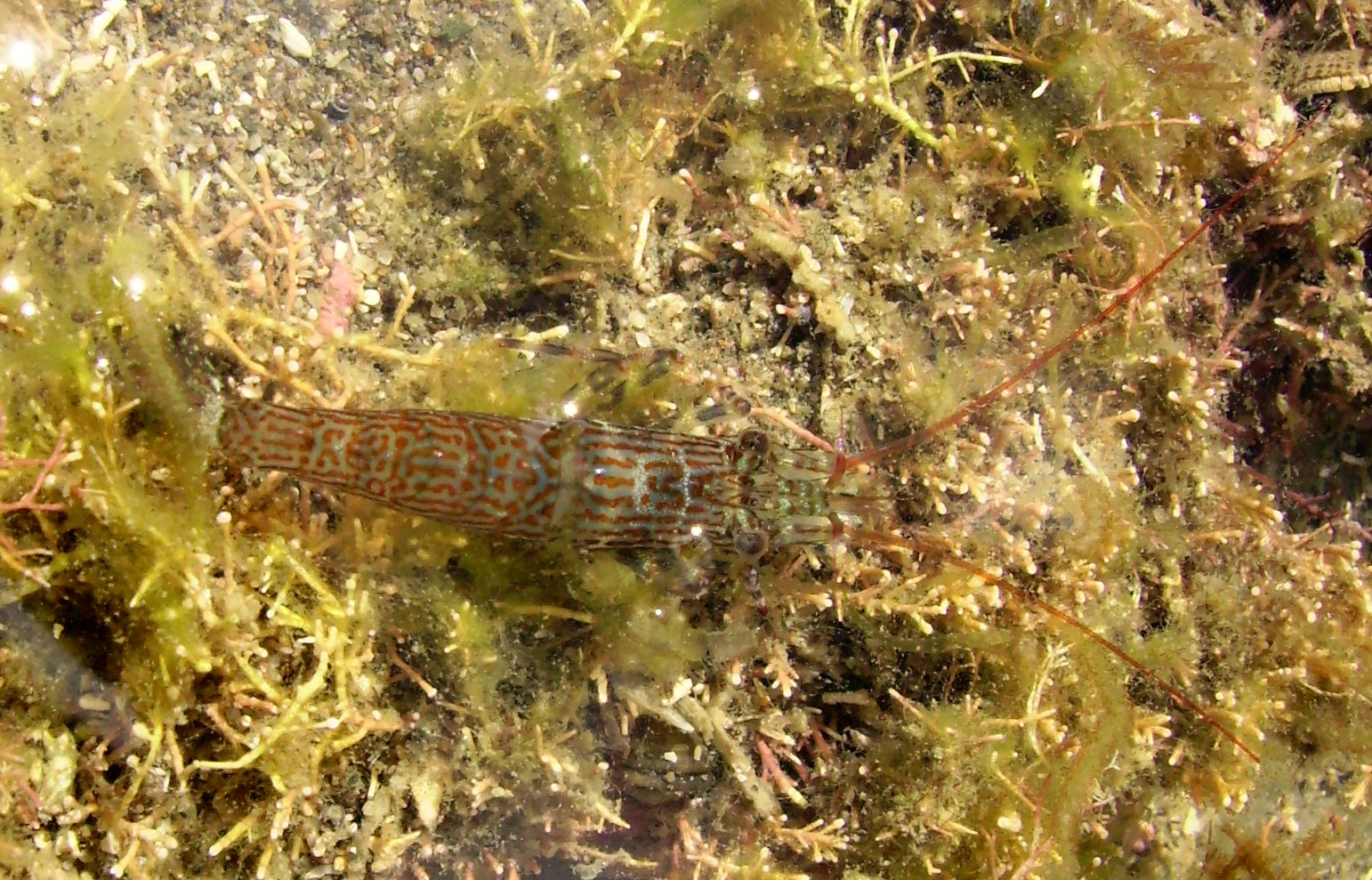
Alope spinifrons
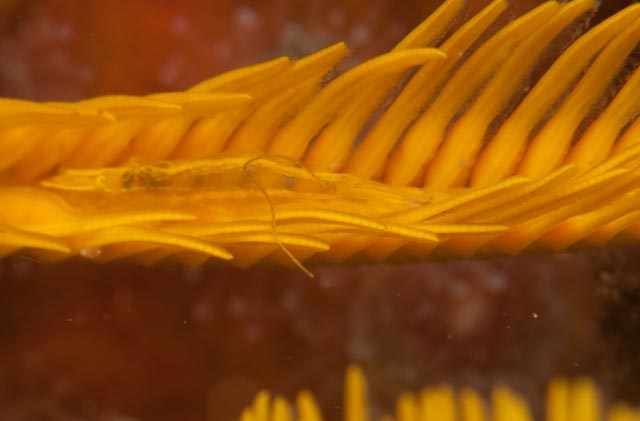
Hippolyte catagrapha
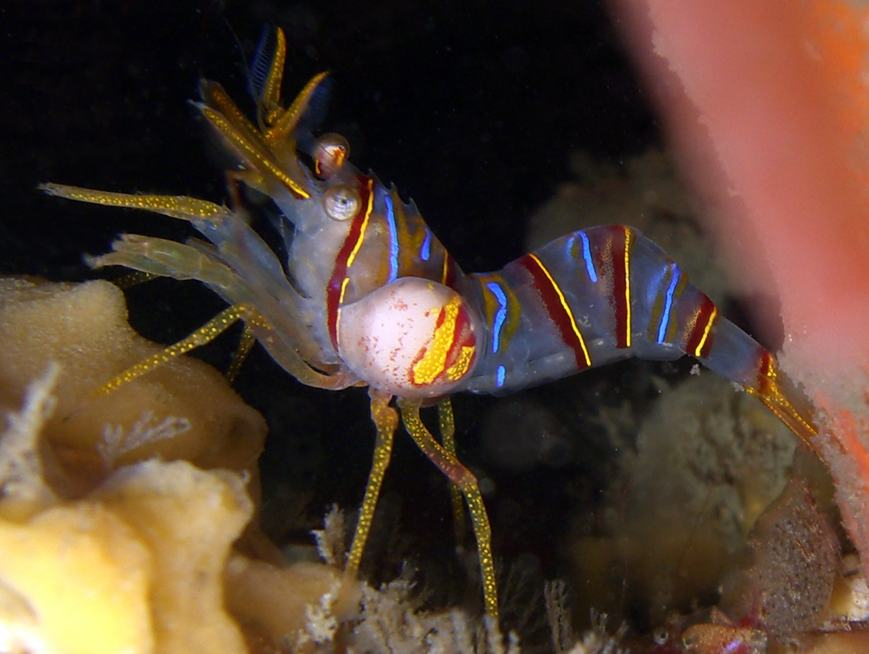
Lebbeus grandimanus
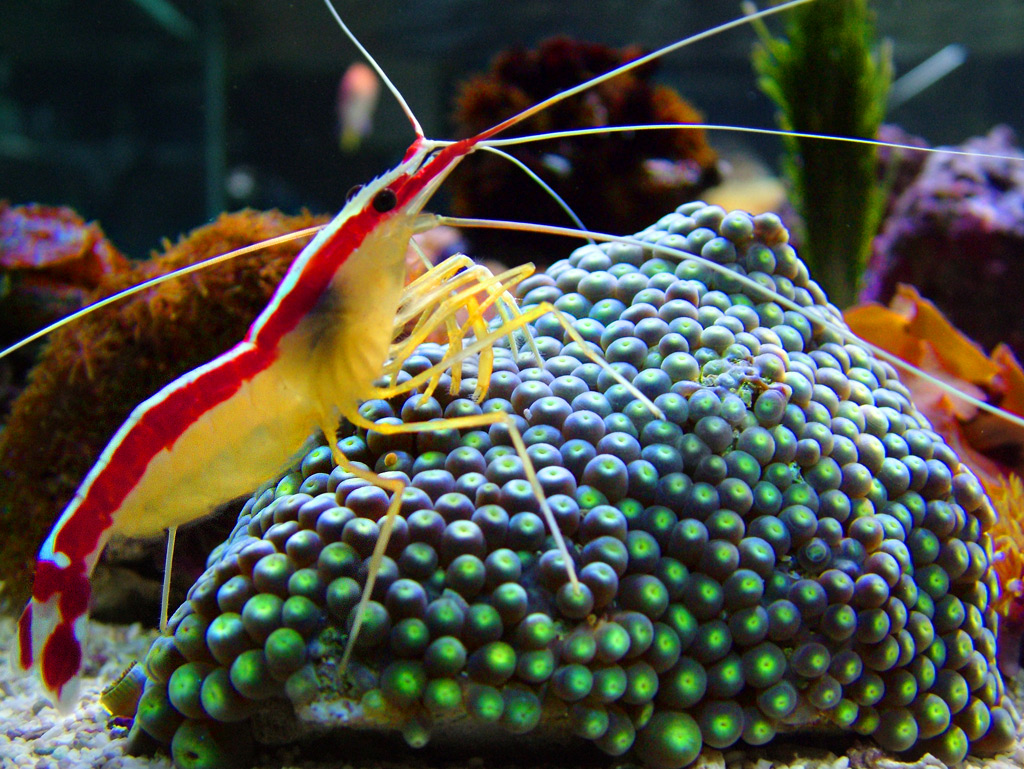
Lysmata amboinensis
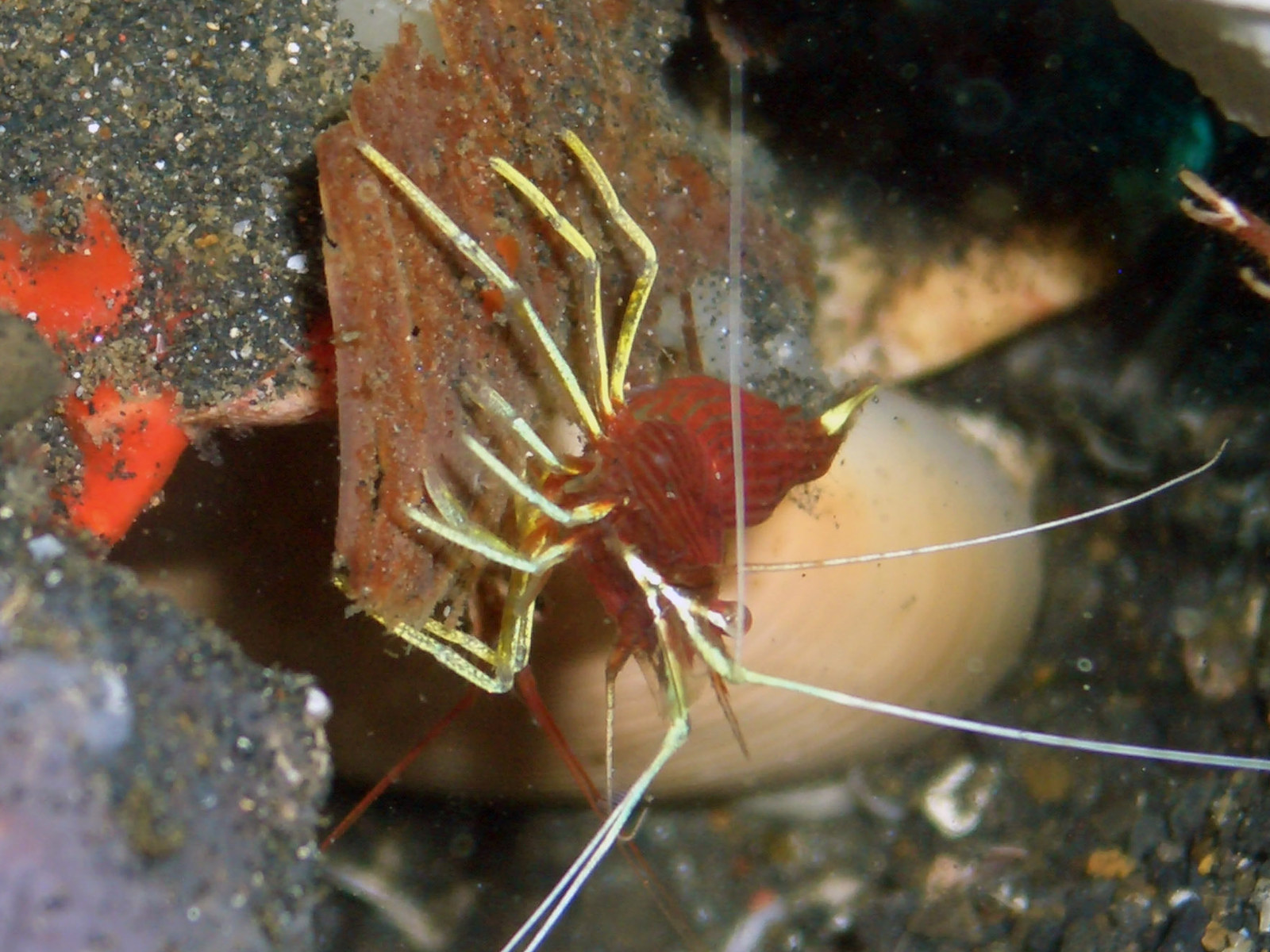
Lysmatella prima
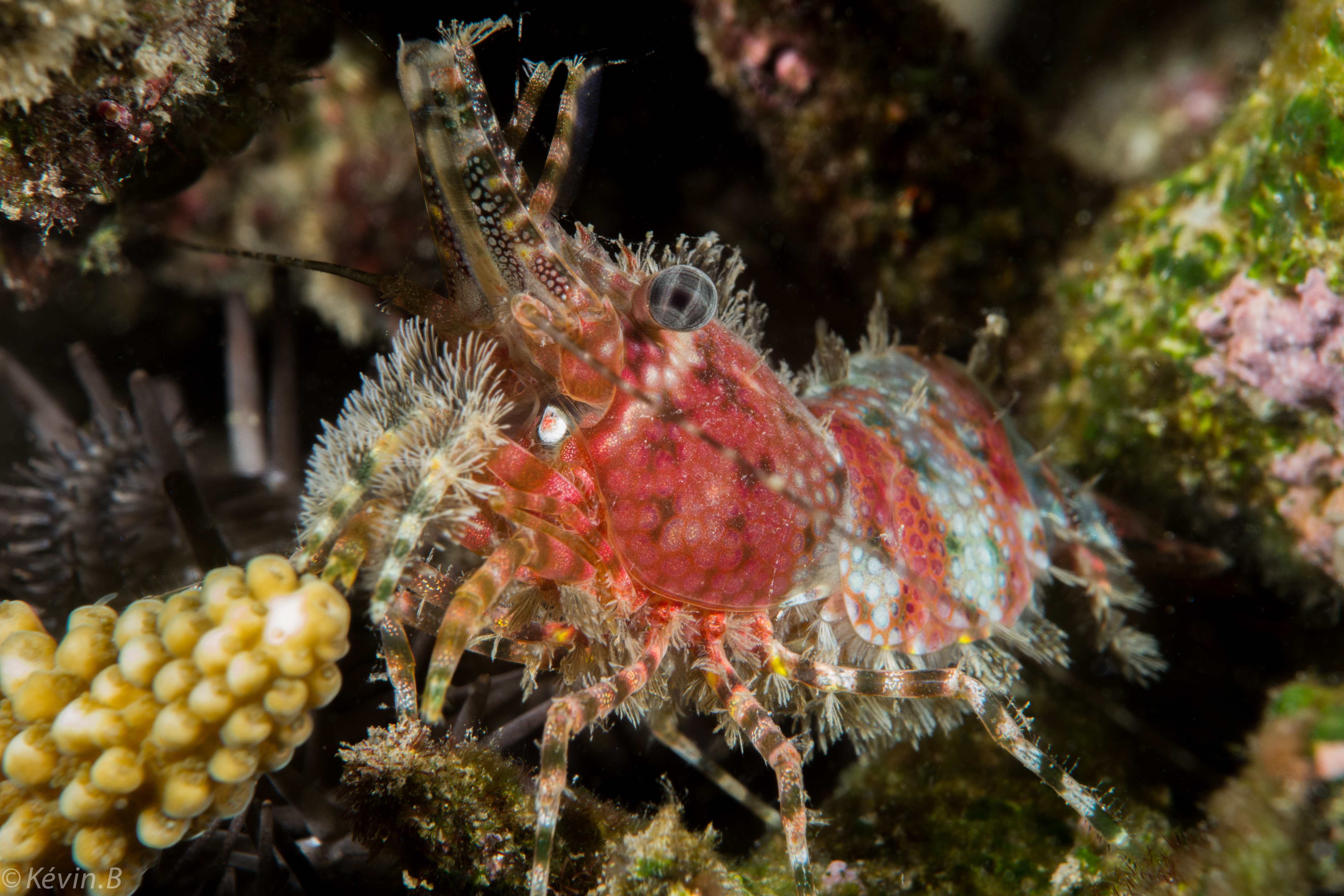
Saron marmoratus
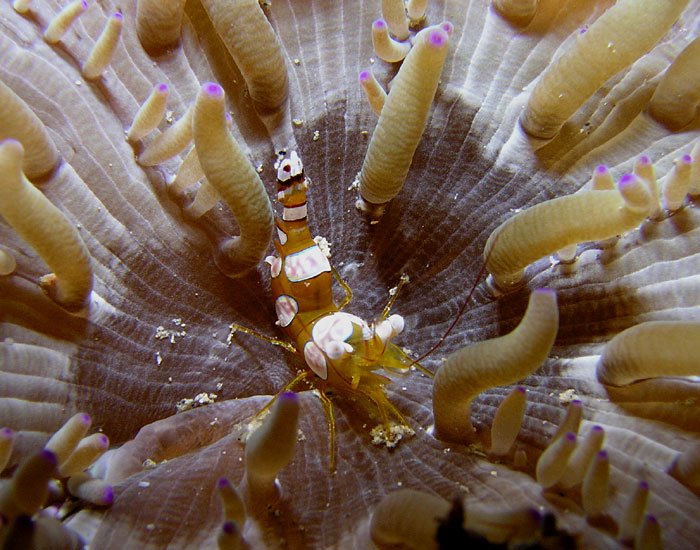
Thor amboinensis
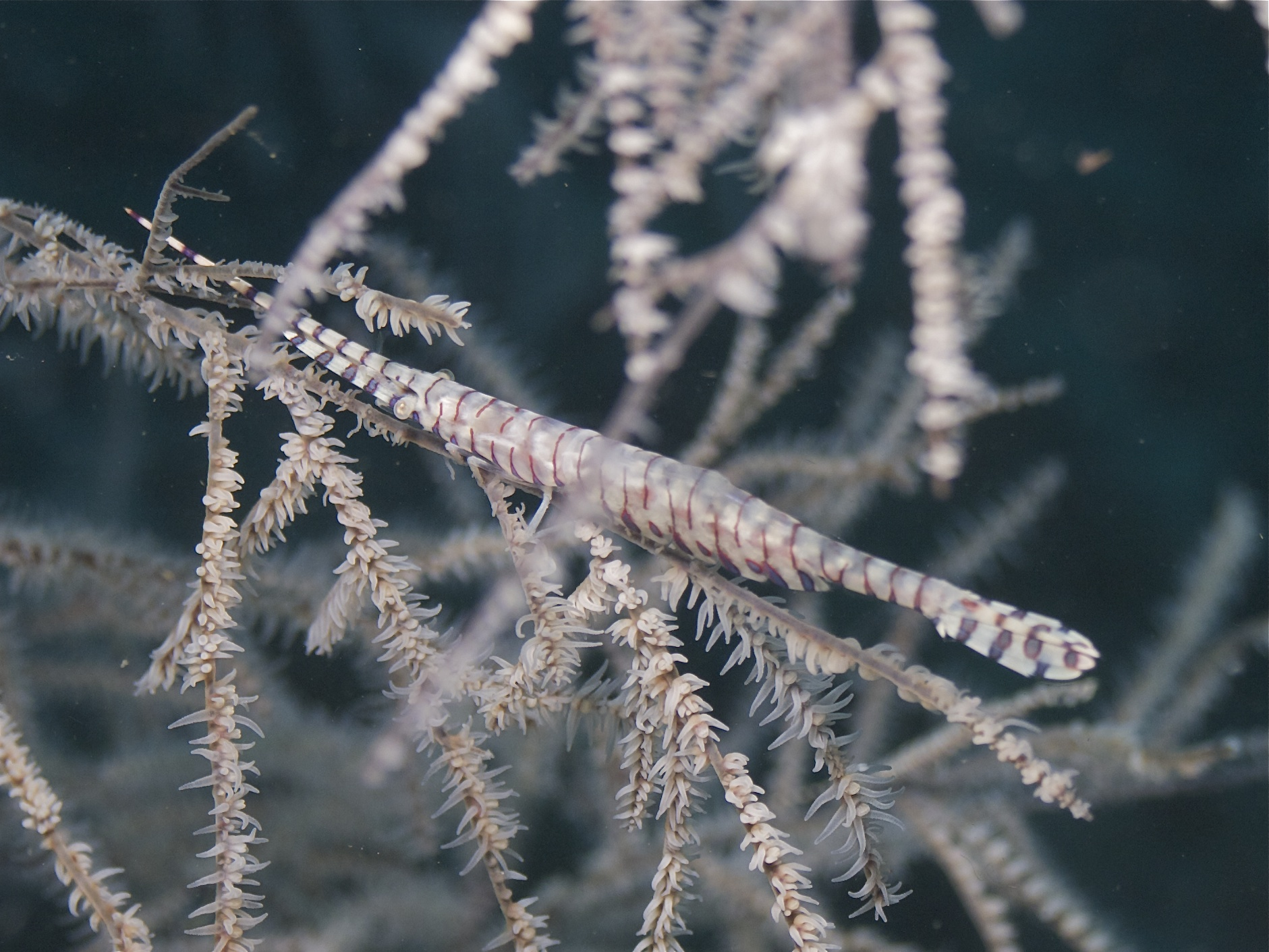
Tozeuma armatum